# Кастел-Штадт
Кастел-Штадт (њем. Kastel-Staadt) град је у њемачкој савезној држави Рајна-Палатинат. Једно је од 103 општинска средишта округа Трир-Сарбург. Према процјени из 2010. у граду је живјело 405 становника. Посједује регионалну шифру (AGS) 7235057.

## Географски и демографски подаци
Кастел-Штадт се налази у савезној држави Рајна-Палатинат у округу Трир-Сарбург. Град се налази на надморској висини од 330 метара. Површина општине износи 5,2 km². У самом граду је, према процјени из 2010. године, живјело 405 становника. Просјечна густина становништва износи 77 становника/km².